# Conrad Dominik Bartsch
Conrad Dominik Bartsch (* 3. Februar 1759 in Wien; † 14. Dezember 1817 ebenda) war ein österreichischer Journalist.

## Leben
Conrad Dominik Bartsch wurde am 3. Februar 1759 in Wien geboren. Bartsch war ein Schüler des Aufklärers Joseph von Sonnenfels. 1782 wurde er 23-jährig als leitender Redakteur des Wiennerischen Diariums, wie damals die Wiener Zeitung noch hieß, engagiert. In dieser Funktion ermöglichte er 1789 erstmals in der Habsburgermonarchie den Abdruck der in Frankreich verkündeten Erklärung der Menschenrechte. Es war dies sein „größter Wurf“ als Blattmacher dieser Zeitung, die durch sein Schaffen qualitativ aufgewertet wurde. Vor allem legte er den Fokus auf Auslandsberichterstattung. Bartsch, der Freimaurer war und demokratische Ansichten vertrat, musste 1799 von seinem Posten weichen. Seiner Einkommensquelle verlustig, hatte sich Bartsch daraufhin angeblich erfolglos als Tuchhändler über die Runden zu bringen versucht. 1811 engagierte ihn die private Herausgeberfamilie Ghelen erneut als Chef des Wiennerischen Diariums. Auf Veranlassung von Klemens Wenzel Lothar von Metternich wurde Bartsch 1815 seines Postens neuerlich enthoben. Er verstarb am 14. Dezember 1817 in Wien.